# Maresme

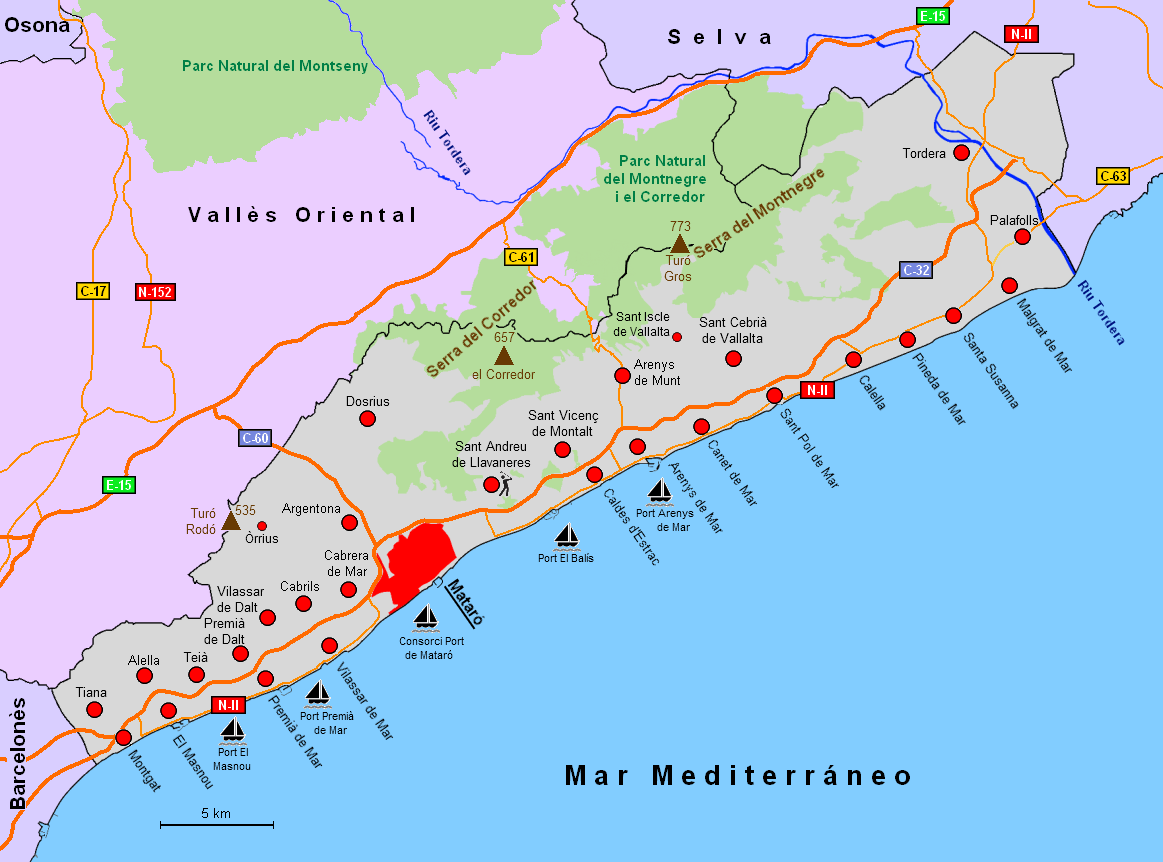
Karte der Comarca Maresme

Die Comarca Maresme liegt in der Provinz Barcelona der Autonomen Gemeinschaft von Katalonien (Spanien). Der Gemeindeverband hat eine Fläche von 397,37 km² und 462.213 Einwohner (2022).

## Lage
Der Gemeindeverband liegt im südöstlichen Teil Kataloniens, zwischen Barcelona und der Costa Brava. Er grenzt im Nordosten an die Comarca Selva, im Norden an Vallès Oriental, im Westen an Barcelonès und im Süden an die 48 km lange Küste des Mittelmeers. Zusammen mit den Comarcas Alt Penedès, Baix Llobregat, Barcelonès, Garraf, Vallès Occidental und Vallès Oriental bildet die Region das Territorium Àmbit Metropolità de Barcelona.
Maresme bildet einen schmalen Küstenstreifen am Fuße und den Hängen des katalanischen Küstengebirges, der Serralada Litoral. Den Gebirgsketten von San Mateu, Corredor und dem Montnegre. Die beiden Letztgenannten bilden einen Naturpark, den Parc Natural del Montnegre i el Corredor. Im Osten bildet der Fluss Tordera eine natürliche Grenze zur Comarca Selva. Im Süden wird der Maresme vom Mittelmeer begrenzt. Hier findet man lange Sandstrände, unterbrochen von mehreren kleinen Flüsschen, die in den zuvor genannten Gebirgen entspringen.

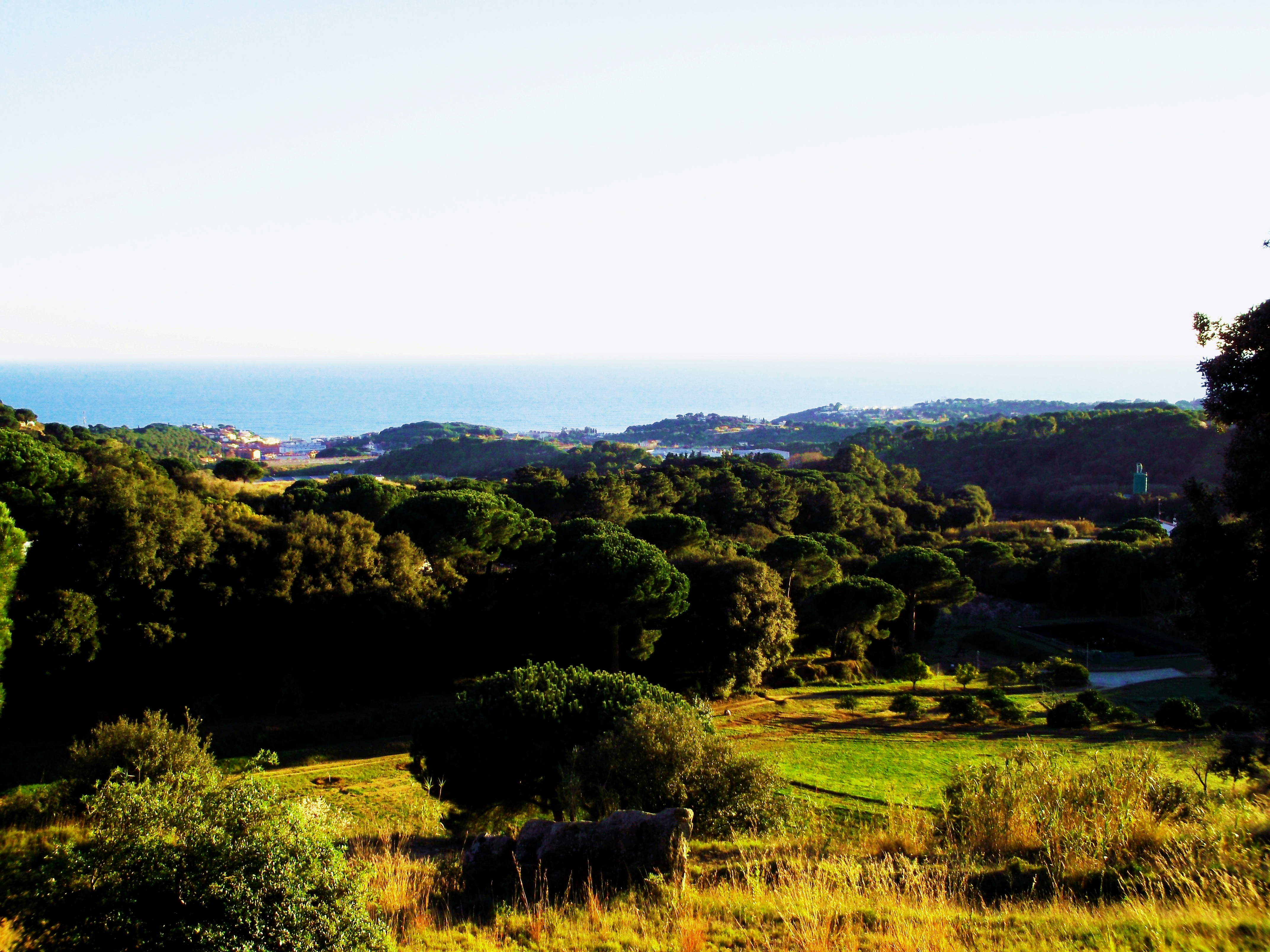
Canet des de els Tarongers

Der Maresme ist in zwei gleich große Hälften gegliedert: Der östliche Teil, der Alt Maresme, liegt zwischen dem Fluss Tordera und der Gemeinde Arenys de Mar. Der westliche Teil, der Baix Maresme, liegt zwischen den Gemeinden Caldes d’Estrac und Montgat. Die Hauptstadt Mataró liegt im Baix Maresme.

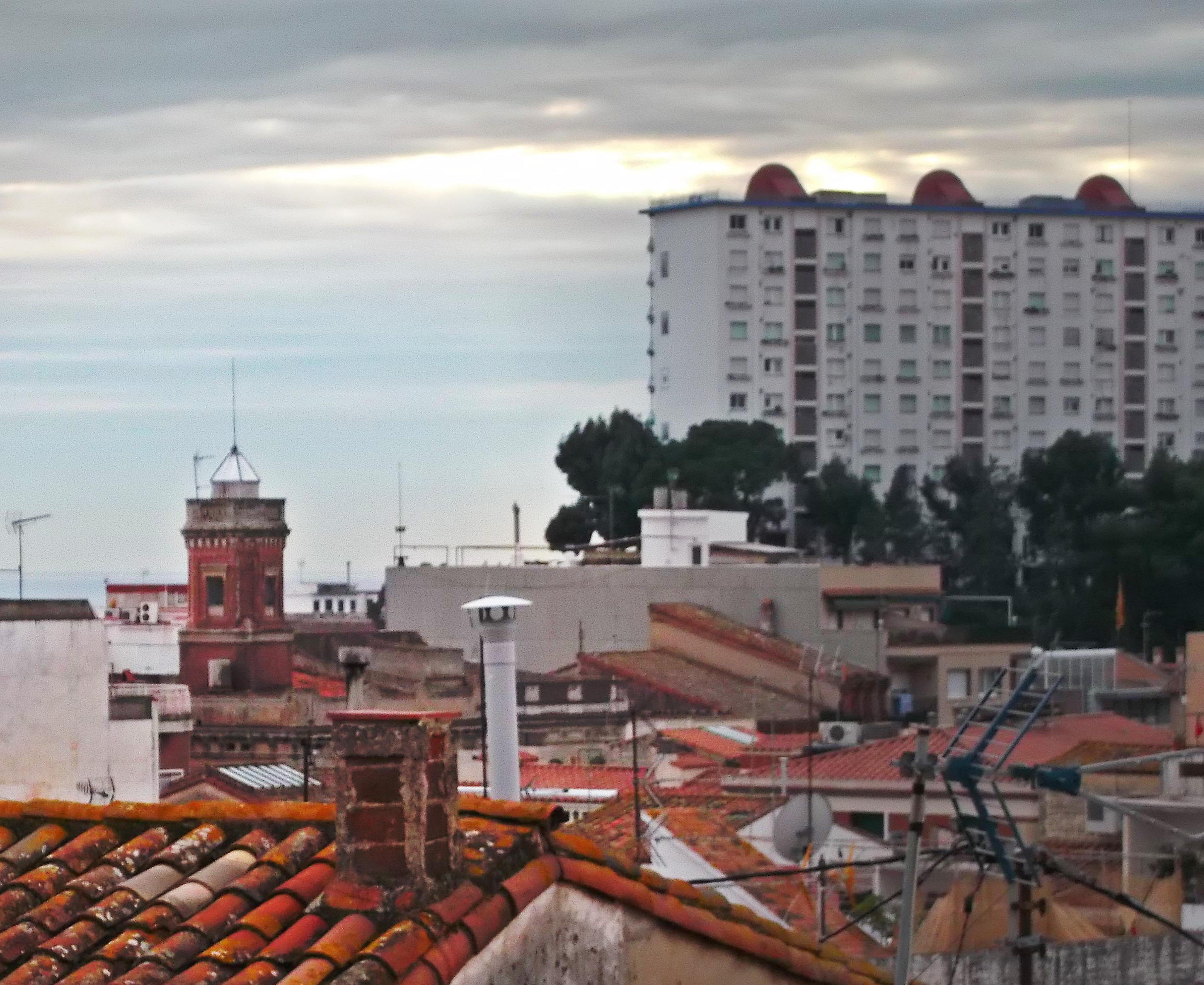
Canet, Aires Modernistes

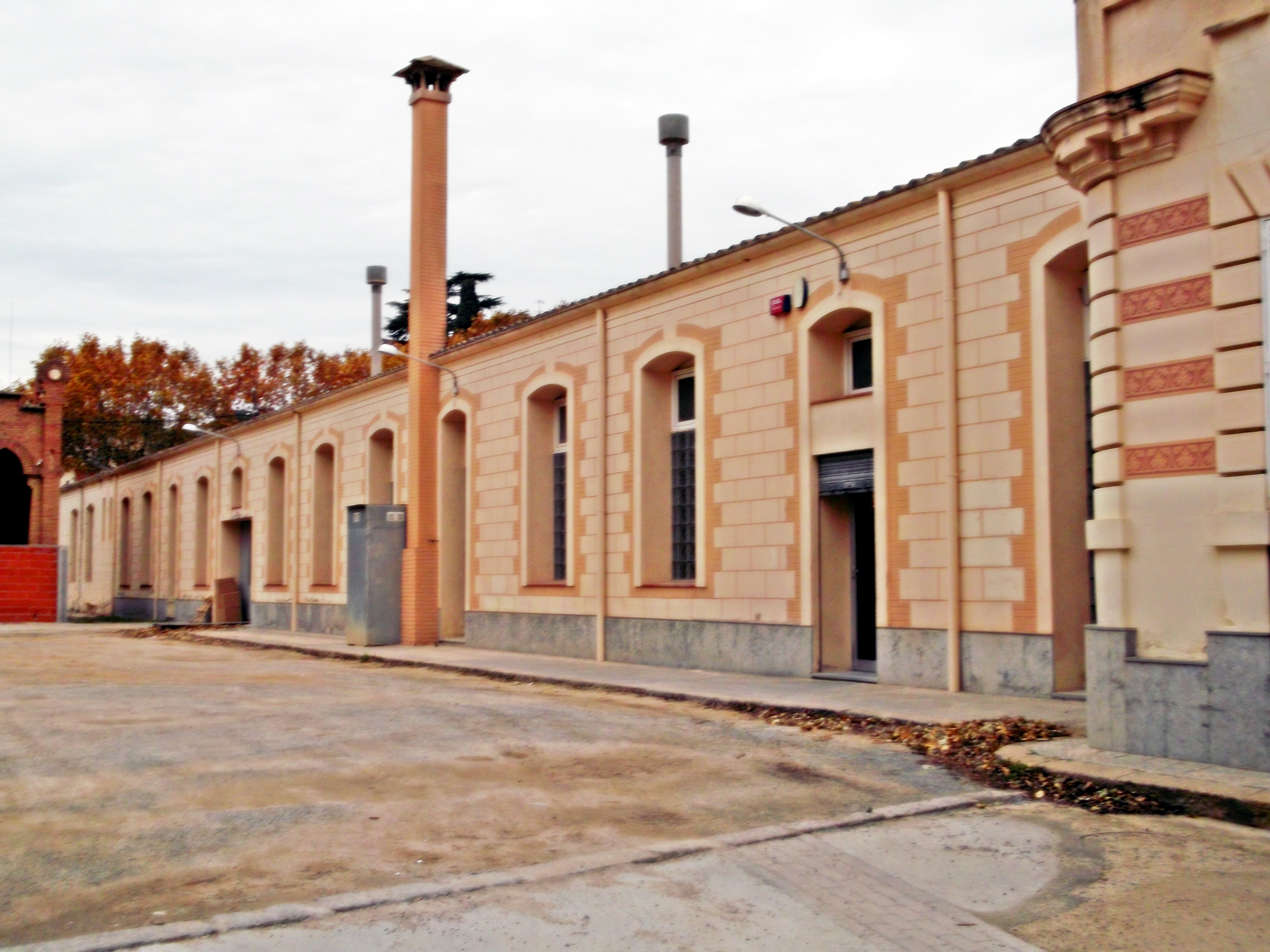
Fàbric Carbonell i Reverter, Canet

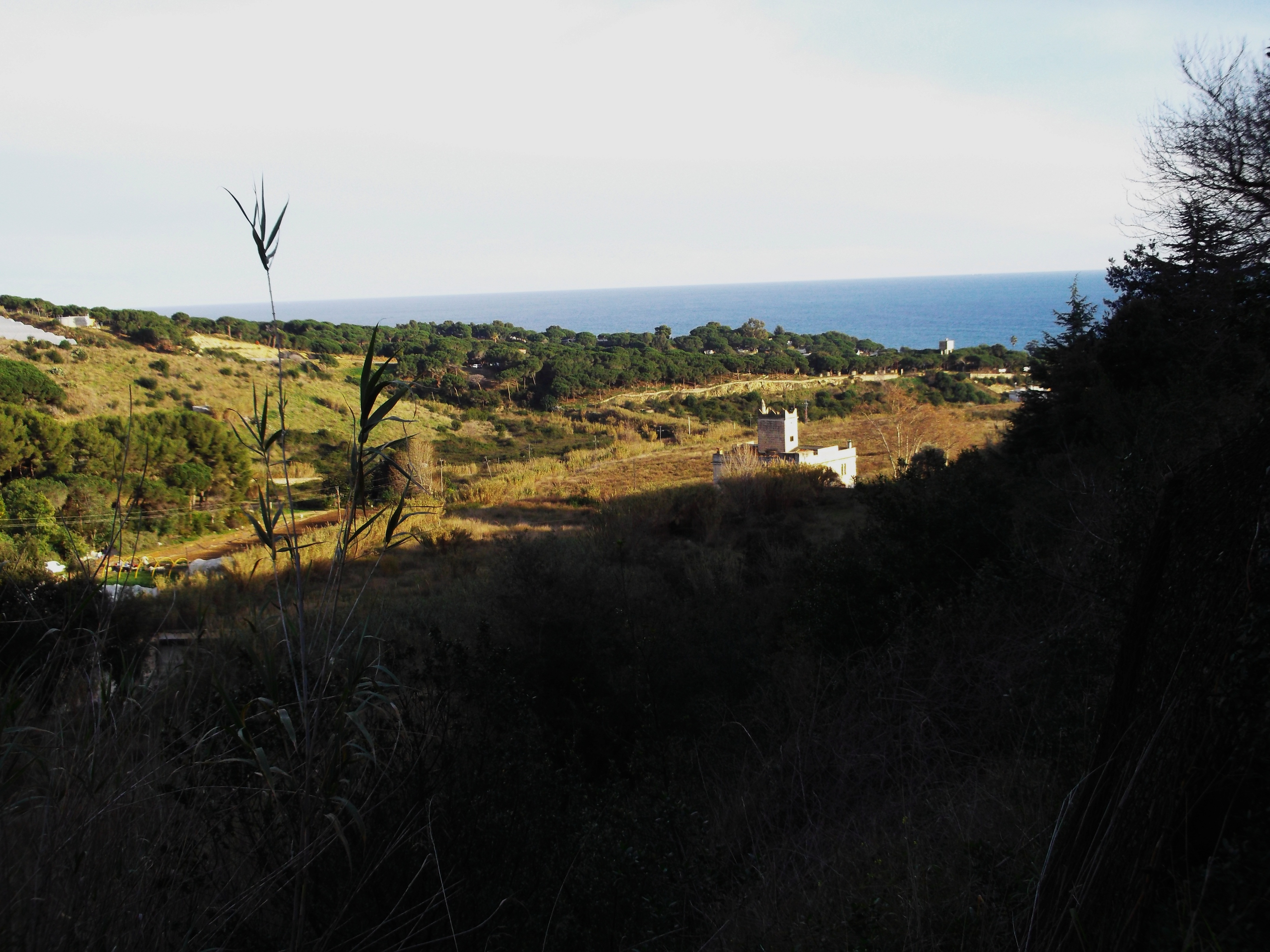
Canet de Mar

## Wirtschaft
Mataró ist eine Stadt mit langer industrieller Tradition. In der Region sind Betriebe der Textil-, Metall-, Chemischen-, Nahrungsmittel- und Bauindustrie ansässig. Von eher geringer Bedeutung ist die Landwirtschaft. Angebaut werden Gemüse und Blumen. Durch den Tourismus in den Küstengemeinden ist der Dienstleistungssektor zu einer wichtigen Einnahmequelle geworden. Die westlichen Gemeinden von Maresme liegen im Einzugsbereich von Barcelona und haben sich zu Schlafstädten entwickelt.

## Klima
Das Klima der Region ist mediterran mit milden Temperaturen im Sommer und Winter. Die größten Niederschlagsmengen sind im Frühling und Herbst

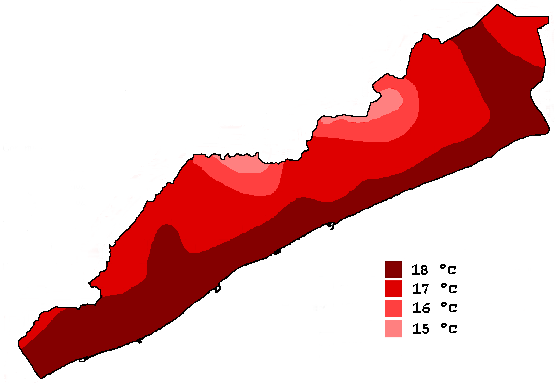
Durchschnittstemperaturen
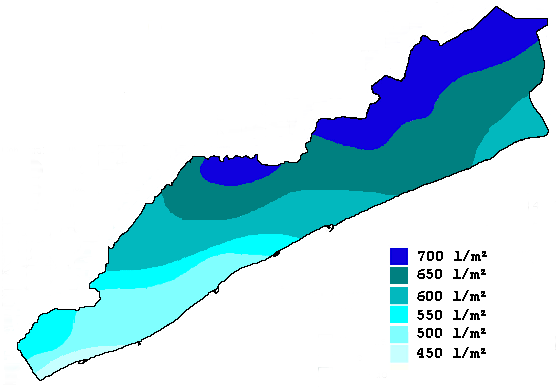
Niederschlag/Jahr

## Verkehr
- Nationalstraße N-II Madrid-La Jonquera (Abschnitt Barcelona–Girona)
- Autobahn C-32 entlang der Küste, Barcelona–Palafolls. (Autopista del Maresme)
- Autobahn C-60 Mataró–Granollers. (Autopista de la Roca)
- Autobahn B-20 Montgat-Barcelona.
- S-Bahnlinie C1 (Cercanías) der Renfe: L’Hospitalet de Llobregat–Maçanet-Massanes.
- Städtische- und Überlandbuslinien.

## Gemeinden
| Gemeinde                  | Einwohner (2024) | Fläche km² | Dichte Einw./km² | Cod INE | Postleitzahl |
| ------------------------- | ---------------- | ---------- | ---------------- | ------- | ------------ |
| Alella                    | 10.217           | 9,68       | 1.055            | 08003   | 08328        |
| Arenys de Mar             | 16.642           | 6,45       | 2.580            | 08006   | 08350        |
| Arenys de Munt            | 9.458            | 20,73      | 456              | 08007   | 08358        |
| Argentona                 | 12.844           | 25,26      | 508              | 08009   | 08310        |
| Cabrera de Mar            | 5.018            | 9,02       | 556              | 08029   | 08349        |
| Cabrils                   | 7.767            | 6,99       | 1.111            | 08030   | 08348        |
| Caldes d’Estrac           | 3.259            | 0,74       | 4.404            | 08032   | 08393        |
| Calella                   | 20.369           | 7,86       | 2.591            | 08035   | 08370        |
| Canet de Mar              | 15.140           | 6,32       | 2.396            | 08040   | 08360        |
| Dosrius                   | 6.142            | 40,78      | 151              | 08075   | 08319        |
| Malgrat de Mar            | 19.377           | 8,75       | 2.215            | 08110   | 08380        |
| El Masnou                 | 24.479           | 3,21       | 7.626            | 08118   | 08320        |
| Mataró                    | 131.798          | 22,30      | 5.910            | 08121   | 08301–08304  |
| Montgat                   | 12.625           | 2,86       | 4.414            | 08126   | 08390        |
| Òrrius                    | 805              | 5,62       | 143              | 08153   | 08317        |
| Palafolls                 | 9.938            | 16,42      | 605              | 08155   | 08389        |
| Pineda de Mar             | 29.455           | 10,46      | 2.816            | 08163   | 08397        |
| Premià de Dalt            | 10.594           | 6,54       | 1.620            | 08230   | 08338        |
| Premià de Mar             | 28.951           | 1,96       | 14.771           | 08172   | 08330        |
| Sant Andreu de Llavaneres | 11.933           | 11,86      | 1.006            | 08197   | 08392        |
| Sant Cebrià de Vallalta   | 3.828            | 15,63      | 245              | 08203   | 08396        |
| Sant Iscle de Vallalta    | 1.458            | 17,70      | 82               | 08193   | 08359        |
| Sant Pol de Mar           | 5.834            | 7,54       | 774              | 08235   | 08395        |
| Sant Vicenç de Montalt    | 6.712            | 7,90       | 850              | 08264   | 08394        |
| Santa Susanna             | 4.023            | 12,65      | 318              | 08261   | 08398        |
| Teià                      | 6.818            | 6,72       | 1.015            | 08281   | 08329        |
| Tiana                     | 9.305            | 7,94       | 1.172            | 08282   | 08390–08391  |
| Tordera                   | 18.780           | 84,60      | 222              | 08284   | 08490        |
| Vilassar de Dalt          | 9.281            | 8,92       | 1.040            | 08214   | 08339        |
| Vilassar de Mar           | 21.162           | 3,96       | 5.344            | 08219   | 08340        |
| Comarca Maresme           | 474.012          | 397,37     | 1.193            | –       | –            |